# Süskind (film)

Süskind est un film néerlandais réalisé par Rudolf van den Berg. Le scénario est basé sur l'histoire vraie de Walter Süskind. Le film a été présenté pour la première fois dans les cinémas néerlandais le 19 janvier 2012.

## Synopsis
Les événements dramatiques du film se déroulent à Amsterdam pendant la Seconde Guerre mondiale, alors que l'Allemagne occupait les Pays-Bas. Walter Süskind, ancien membre du Judenrat, se joint à un groupe de Juifs et de Néerlandais pour sauver la vie de 600 enfants de la déportation et des camps de la mort.,

## Fiche technique
- Titre : Süskind
- Réalisation : Rudolf van den Berg
- Scénario : Chris W. Mitchell, Rudolf van den Berg
- Producteur : Jeroen Koolbergen, San Fu Maltha, Reinier Selen
- Producteur exécutif : Bogdan Moncea
- Montage : Job ter Burg
- Musique : Nando Eweg, Bob zimmerman
- Chef décorateur : Hubert Pouille, Gina Stancu
- Directeur du casting : Janusz Gosschalk
- Directeur de la photographie : Guido van Gennep

- Société de production : Fu Works Productions[5]
- Sociétés de distribution : Beta film
- Budget : 6 millions d'euros
- Pays de production : Pays-Bas
- Langue originale : néerlandais
- Genre : drame, Guerre
- Durée : 118 minutes
- Dates de sortie :
  - Pays-bas : 19 janvier 2012
  - Belgique :  25 janvier 2012

## Distribution
- Jeroen Spitzenberger : Walter Süskind
- Karl Markovics : Ferdinand aus der Funen
- Nyncke Beekhuyzen : Hanna Sikind
- Katja Herbers : Fanny Philips
- Nasrdin Dchar : Felix Halverstadt
- Rudolf Lucieer : David Cohen
- Rob van de Meeberg : d'Abraham Asscher
- Peter Post : d'Albert Konrad Gemmeker [de]
- Tygo Gernandt : Piet Meerburg
- Kees Hulst : Buurman

## Box office
| Pays ou Région | Ouverture       | Montant total     |
| -------------- | --------------- | ----------------- |
| Pays-Bas       | 335 895 dollars | 1 912 323 dollars |
| Belgique       | 5 841 dollars   | 5 841 dollars     |
| Monde          | 341 736 dollars | 1 918 164 dollars |

## Référence
1. 1 2   [vidéo] « Süskind », AlloCine (consulté le 22 juin 2025)
2. ↑  (en-US) « Süskind Site | Oorlogsfilm Waargebeurd », sur Süskind Site (consulté le 22 juin 2025)
3. ↑  « Süskind », sur Box Office Mojo (consulté le 22 juin 2025)
4. ↑   [vidéo] « Tout le casting du film Süskind », AlloCine (consulté le 22 juin 2025)
5. ↑  « Fu Works », sur www.fuworks.com (consulté le 22 juin 2025)
6. ↑  « Süskind », sur Box Office Mojo (consulté le 22 juin 2025)